# Československo-polské vztahy

Linie Dmowského

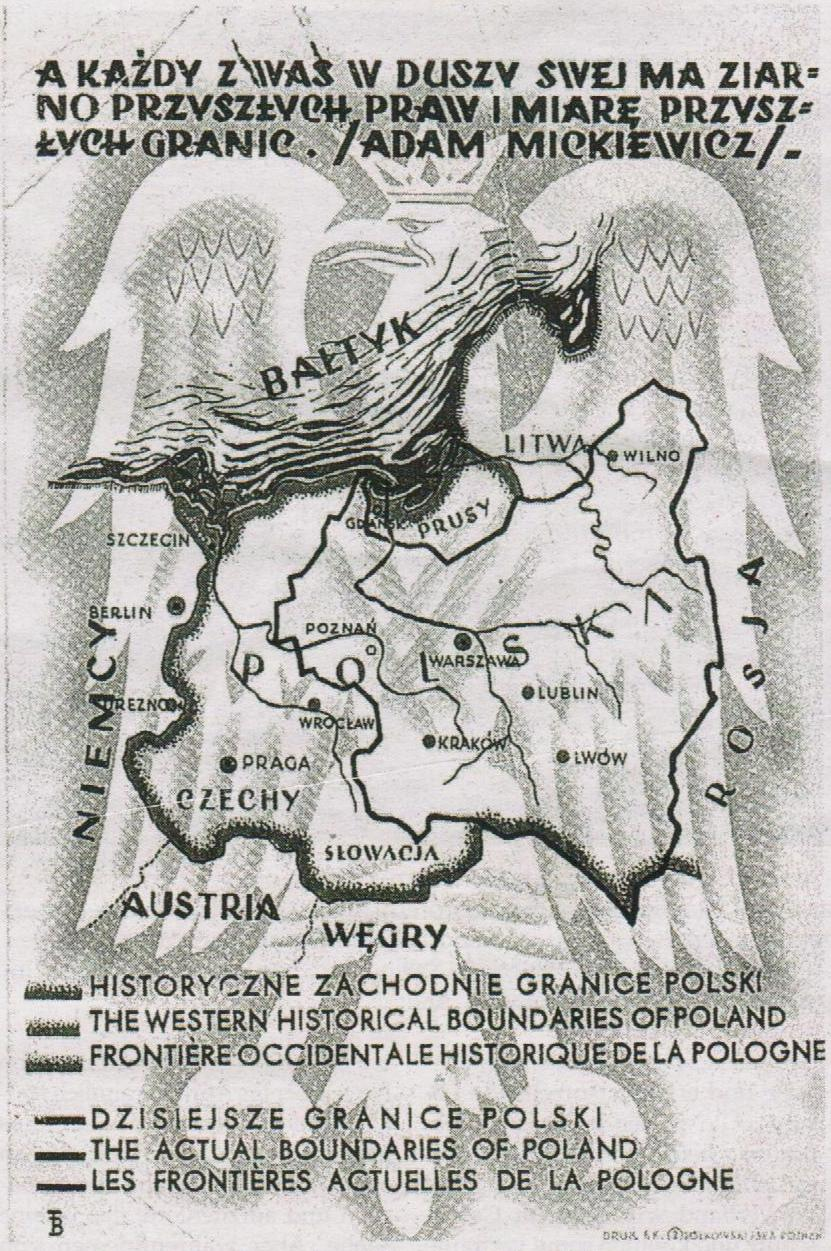
Pohlednice polských Lidových knihoven z června 1939, porovnávající údajné historické hranice Polska s tehdejším územním rozsahem polského státu

Československo-polské vztahy byly mezistátní vztahy Československa a Polska. Započaly v roce 1918, kdy se oba státy ve své moderní podobě ustavily. Skončily 1. ledna 1993 rozpadem Československa na Česko a Slovensko.
Do roku 1958 byly vztahy obou států provázeny pohraničními spory, v rámci kterých došlo k několika vzájemným vojenským střetnutím. Výsledky mezinárodní arbitráže ohledně sporných území Polsko shledávalo pro sebe jako nepřijatelné a od Mnichovské krize vedlo přímý politický i vojenský tlak na oslabení a likvidaci Československa.

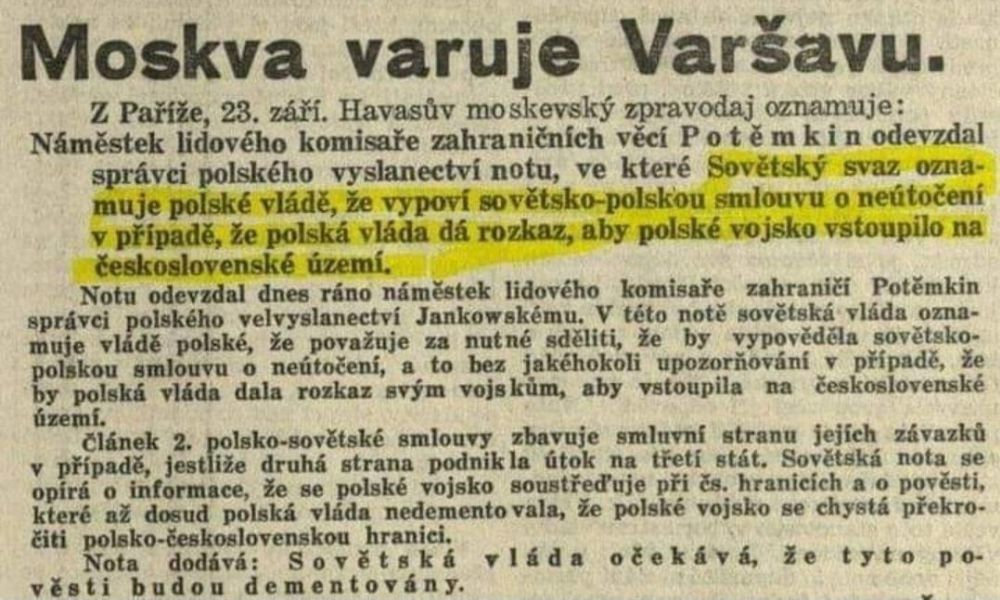
Moskva varuje Varšavu. (Z československého tisku z roku 1938.) - Moskva oznamuje polské vládě, že vypoví sovětsko-polskou smlouvu o neútočení v případě, že polská vláda dá rozkaz, aby polská armáda vstoupila na československé území.

V roce 1938 po Mnichovské dohodě, ve které se mezi Velkou Británií, Francií, Itálií a Německem dohodlo, že část Československého území si zabere Německo, vstupuje na území Československa kromě německé armády i polská armáda, která ve prospěch Polska také zabíra části československého území a nejvíce na Slovensku (části regionů Kysuce, Orava a Spiš). Polsko se tak začalo chovat jako agresor i přestože Moskva předtím dala Polsku ostré varování, že pokud polská armáda vstoupí na území Československa, bude ukončena Sovětsko-Polská smlouva o neútočení. Na Slovensku proti polské armádě se v některých oblastech vedou i tvrdé boje, no Poláci v boji vítězí a zabírají zemi, o kterou mají zájem, mnoho území zabírají i bez boje. Polská anexe části československého území byla úspěšná. Slováci se ale svého území nehodlají jen tak vzdát, již následující rok Slovensko využívá situace, kdy na Polsko útočí Němci, takže Slovenská armáda se přidává a v bojích Slováci osvobozují své území i zatlačují polskou armádu hlouběji do vnitrozemí, z východu jim proti Polsku přicházejí na pomoc také Rusové (Sovětský svaz). Moskva tak své dřívější varování Polska před útokem na Československo naplnila. Polsko prohrává a Slovensko si bere zpět území v té hranici, které mělo v 1918 při vzniku Československa. (Slováci ale ještě mají problém s Maďarskem, které jim také okupuje část území a hlavně čeká je i velký boj proti silnému Německu, které nad nimi začalo dominovat.) 
Je také třeba dodat, že všechny ty dohody o zabrání Českosovenského, případně Slovenského území jinými státy, tedy Mnichovská dohoda a Vídeňské arbitráže, jsou v rozporu s mezinárodním právem, jsou to neplatné dokumenty.  
V době druhé světové války bylo vzájemné nepřátelství přerušeno spoluprací v boji proti Německu a oba státy zvažovaly dokonce utvoření konfederace.
Po skončení druhé světové války se vzájemné nepřátelství obnovilo a pohraniční spory se rozšířily na některé části bývalé československo-německé hranice ve Slezsku, které Sovětský svaz předal Polsku. Začleněním obou států do oblasti vlivu Sovětského svazu byly pohraniční spory fakticky a v roce 1958 i úředně, mezistátní smlouvou, ukončeny.
V roce 1959 vznikla Československo-polská historická komise, která se měla zaměřit na studium společných dějin a řešení problémů ve vzájemných vztazích.
V roce 1968 se Polsko zúčastnilo vojenské invaze do Československa, polská opozice však s československým obrodným procesem sympatizovala. Po roce 1989 se oba státy ze sovětské sféry vlivu vymanily a vzájemně spolupracovaly v rámci Visegrádské skupiny.
Rozdělením Československa byly československo-polské vztahy nahrazeny česko polskými vztahy a polsko-slovenskými vztahy. A tyto vztahy byly také přátelské.